# 2002 en aéronautique
Chronologie de l'aéronautique
- 1998
- 1999
- 2000
- 2001
- 2002
- 2003
- 2004
- 2005
- 2006

Cet article présente les faits marquants de l'année 2002 en aéronautique.

## Événements

### Mars
- 31 mars : liquidation de la compagnie aérienne suisse Swissair.

### Avril
- 26 avril : premier vol de l'avion léger allemand Extra 500.

### Mai
- 7 mai : crash aérien en Chine. Le MD-82 du Vol 6136 China Northern Airlines s'abîme en mer à la suite d'un incendie intentionnel près de Dalian ; 112 morts.
- 15 mai : EasyJet, la compagnie aérienne européenne à bas coûts absorbe l'un de ses concurrents, Go, et prend avec 13 millions de passagers la place de leader sur ce marché devant Ryanair, 12 millions de passagers par an.
- 22 mai : premier vol de l'avion tchèque Zlin Z 400 Rhino.
- 25 mai : crash aérien près des Îles Pescadores. Le Boeing 747-209B du Vol 611 China Airlines à la suite d'une fatigue du métal ; 225 morts

### Juillet
- 1er juillet : 
  - Collision aérienne au-dessus de l'Allemagne dans une zone de transit sous l'autorité des contrôleurs aériens suisses ; 71 morts. L'accident aérien d'Überlingen relance la polémique sur la privatisation du contrôle aérien et les moyens qui lui sont dévolus en Suisse et dans le reste de l'Europe.
  - Premier vol de l'avion d'entraînement suisse Pilatus PC-21.
- 11 juillet : premier vol de l'Adam A500.
- 15 juillet : création formelle de l'EASA.
- 18 juillet : création de Flybe.
- 27 juillet : lors de l'accident du meeting aérien de Sknyliv, le pilote d'un Soukhoï Su-27 Flanker enfreignant les consignes de vol et de sécurité effectue des acrobaties au-dessus de la foule lors d'un meeting aérien à Lviv (Ukraine). Accrochant un arbre lors d'un passage à basse altitude, l'avion s'écrase, faisant 85 morts et plus d'une centaine de blessés.
- 28 juillet : Un avion de ligne Iliouchine Il-86 des Pulkovo Aviation Enterprises s'écrase juste après son décollage de l'aéroport de Moscou-Cheremetievo. 14 des 16 personnes à bord sont tués, les deux autres sont blessés[1].

### Août
- 14 août : lancement de Germanwings.
- 20 août : premier vol du chasseur sud-coréen T-50 Golden Eagle.
- 26 août : premier vol du Very light jet Eclipse 500.

### Septembre

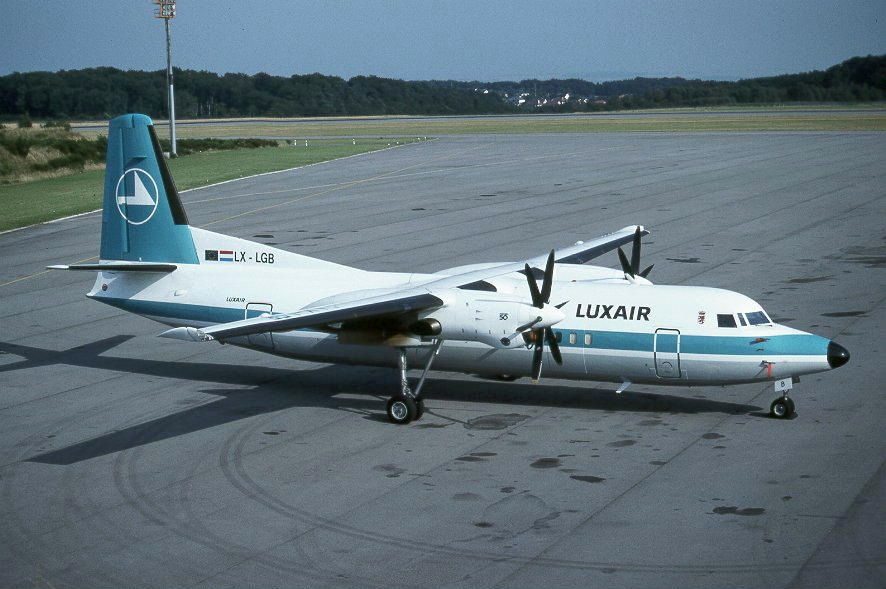
Le Fokker 50 « LX-LGB » qui assurait le vol Luxair 9642, qui s'écrasa le 6 novembre 2002, non loin de l'aéroport de Luxembourg-Findel, fut le plus grave accident aérien du Grand-Duché de Luxembourg et le seul impliquant la compagnie Luxair.

- Septembre : entrée en service de l'Airbus A340-500 dont le premier vol remonte à l'an 2000. Son rayon d'action est de 15 750 km, record du genre, pour 313 à 490 passagers selon la configuration.
- 15 septembre : un CASA C-295 de l'armée de l'air espagnole [35-42] relie en vol Sacramento à Honolulu sans escale ni ravitaillement en vol.

### Novembre
- 6 novembre : Le vol Luxair 9642 assuré par un Fokker 50 reliant, l'aéroport de Berlin-Tempelhof, en Allemagne, à l'aéroport de Luxembourg-Findel, au Grand-Duché de Luxembourg, s'écrase lors de sa phase d'approche de l'atterrissage, à Niederanven (à l'est de la ville de Luxembourg), à 11 kilomètres du seuil de la piste 24. 20 des 22 personnes à bord furent tuées, ce qui fut la plus grave catastrophe aérienne que connut le Grand-Duché, et la seule impliquant Luxair.

### Décembre
- 31 décembre : Airbus a vendu 189 avions civils en 2002 contre 176 pour son concurrent Boeing.